# Inkwell
Inkwell（インクウェル）とは、Appleが開発するメモ帳ソフトウェアである。Mac OS X v10.2からmacOS Mojave 10.14まで搭載された。英語、フランス語、ドイツ語に対応した、手書き文字認識機能が搭載された。